# سیل ۲۰۱۰ پاکستان

مناطق سیل‌زده در ۲۶ اوت ۲۰۱۰

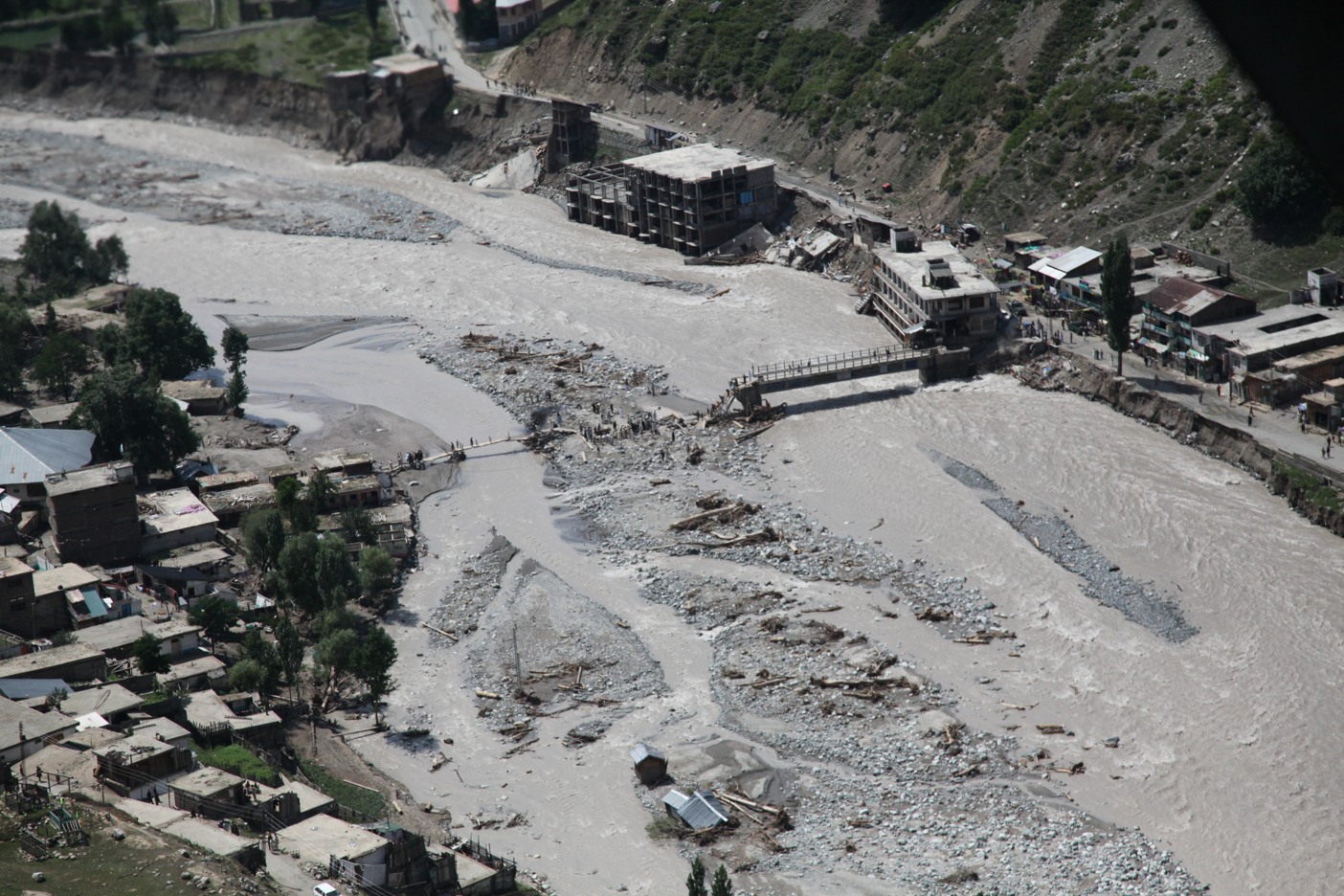
تخریب یک پل در اثر سیل

سیل پاکستان در سال ۲۰۱۰، سیل عظیمی بود که در پی باران‌های موسمی شدید و بالا آمدن سطح آب رود سند، استان‌های سرحد، سند، پنجاب و بلوچستان از کشور پاکستان را در بر گرفت. بیش از ۲٬۰۰۰ نفر در این حادثه جان خود را از دست دادند و بیش از یک میلیون خانه ویران شدند.

## خسارت‌های ناشی از سیل
بر اساس تخمین‌های سازمان ملل، بیش از ۲۰ میلیون نفر در اثر این حادثه، زخمی یا بی‌خانمان شدند که این تعداد، از مجموع افرادی که در سه حادثهٔ سونامی اقیانوس هند در سال ۲۰۰۴، زمین‌لرزهٔ کشمیر در سال ۲۰۰۵ و زمین‌لرزه هائیتی در سال ۲۰۱۰، زخمی یا بی‌خانمان شدند بیشتر است.
در زمان اوج شدت سیل، حدود یک پنجم از مساحت کشور پاکستان، به زیر آب رفته بود.
خسارت وارده به ساختمان‌ها، حدود ۴ میلیارد دلار آمریکا و از بین رفتن غلات، حدود ۵۰۰ میلیون دلار آمریکا تخمین زده می‌شود. همچنین برآوردها نشان می‌دهند که ضربهٔ اقتصادی این حادثه، حدود ۴۳ میلیارد دلار آمریکا خواهد بود.

## دلیل رخداد
دلیل وقوع سیل پاکستان، بارش شدید و بی‌سابقهٔ باران‌های موسمی در روزهای پایانی ژوئیه ۲۰۱۰ و طغیان رود سند بود که بر طبق نقشه‌های ناسا، از پدیدهٔ لانینا نشأت گرفته بودند.

## مناطق متأثر از سیل
این سیل عظیم، عمدهٔ قسمت‌های پاکستان را متأثر ساخت، اما بیشترین خسارت در استان‌های سرحد، سند و پنجاب ایجاد شد.

## کمک‌های بین‌المللی
- ایران: محمدرضا رحیمی خبر از کمک نقدی ۱۰۰ میلیون دلاری ایران داده‌است.[۷] دولت ایران پیش از آن کمک‌های امدادی، ۵۰۰ تن کالا و ۲ میلیون دلار دیگر نیز انجام داده بود.[۸][۹]

از دیدگاه علی‌اکبر کیانی، کارشناس روابط بین‌الملل، ایران از راه کمک به پاکستان می‌تواند منافع خود را تأمین نماید.
- ایالات متحده آمریکا: به گفته هیلاری کلینتون، ایالات متحده ۱۵۰ میلیون دلار به پاکستان کمک کرده‌است.[۱۱]

از دید کن بالن، کارشناس مسائل امنیتی، مسئله کمک آمریکا به پاکستان فراتر از مسائل انساندوستانه، یک مسئله امنیت ملی است و تحت تأثیر روابط دو کشور قرار دارد. آمریکا با کمک به پاکستان می‌تواند افکار عمومی پاکستان را از طالبان و القاعده دور کند و به سمت خود بکشد.